# Кэвелл, Эдит
Э́дит Луи́за Кэ́велл (англ. Edith Louisa Cavell; 4 декабря 1865, Суордестон, Норфолк, Англия — 12 октября 1915, Схарбек, Бельгия) — британская медсестра. Известна тем, что в годы Первой мировой войны спасала жизни солдат всех воюющих стран без каких-либо различий, и тем, что помогла около 200 солдатам союзников бежать из оккупированной германскими войсками Бельгии, за что была арестована и казнена немцами.

## Биография
Кэвелл окончила курсы медсестёр в 1895 году, в 1907 году отправилась в Брюссель, став главой созданной школы медсестёр L'École Belge d’Infirmières Diplômées on the Rue de la Culture, где значительно улучшила качество обучения сестринскому делу. После оккупации большей части территории Бельгии германскими войсками в 1914 году она стала членом подпольной группы, занимавшейся переправкой раненых и пленных солдат союзных армий в нейтральные Нидерланды. Солдат прятали в здании школы медсестёр, ставшей больницей Красного креста. Главным помощником Кэвелл был бельгиец Филипп Бак, помогавший деньгами и связями. До августа 1915 года, когда Кэвелл, Бак и несколько их помощников были арестованы, им удалось спасти около 200 человек.
7 октября 1915 года военно-полевым судом Эдит Кэвелл была признана виновной в измене и приговорена к смертной казни. Несмотря на международное давление (в особенности со стороны США и Испании), она была расстреляна немецкими солдатами. Казнь осудили в разных странах, она получила широкую огласку в прессе государств-членов Антанты и их союзников, а также нейтральных стран, образ Эдит Кэвелл использовался в военной пропаганде союзников.
Гитлер в 1940 году, при посещении оккупированного Парижа, приказал уничтожить два монумента Первой мировой войны: памятник генералу Шарлю Манже́ну и британской медсестре Эдит Кэвелл, казнённой немцами за помощь союзникам. Напоминания о поражении Германии Гитлер всячески стремился удалить из мировой истории.
Похоронена в Нориджском соборе. В центре Лондона на небольшой площади Святого Мартина, что неподалёку от Трафальгарской площади, установлен памятник в честь Эдит Кэвелл.